# Maria Kapczyńska

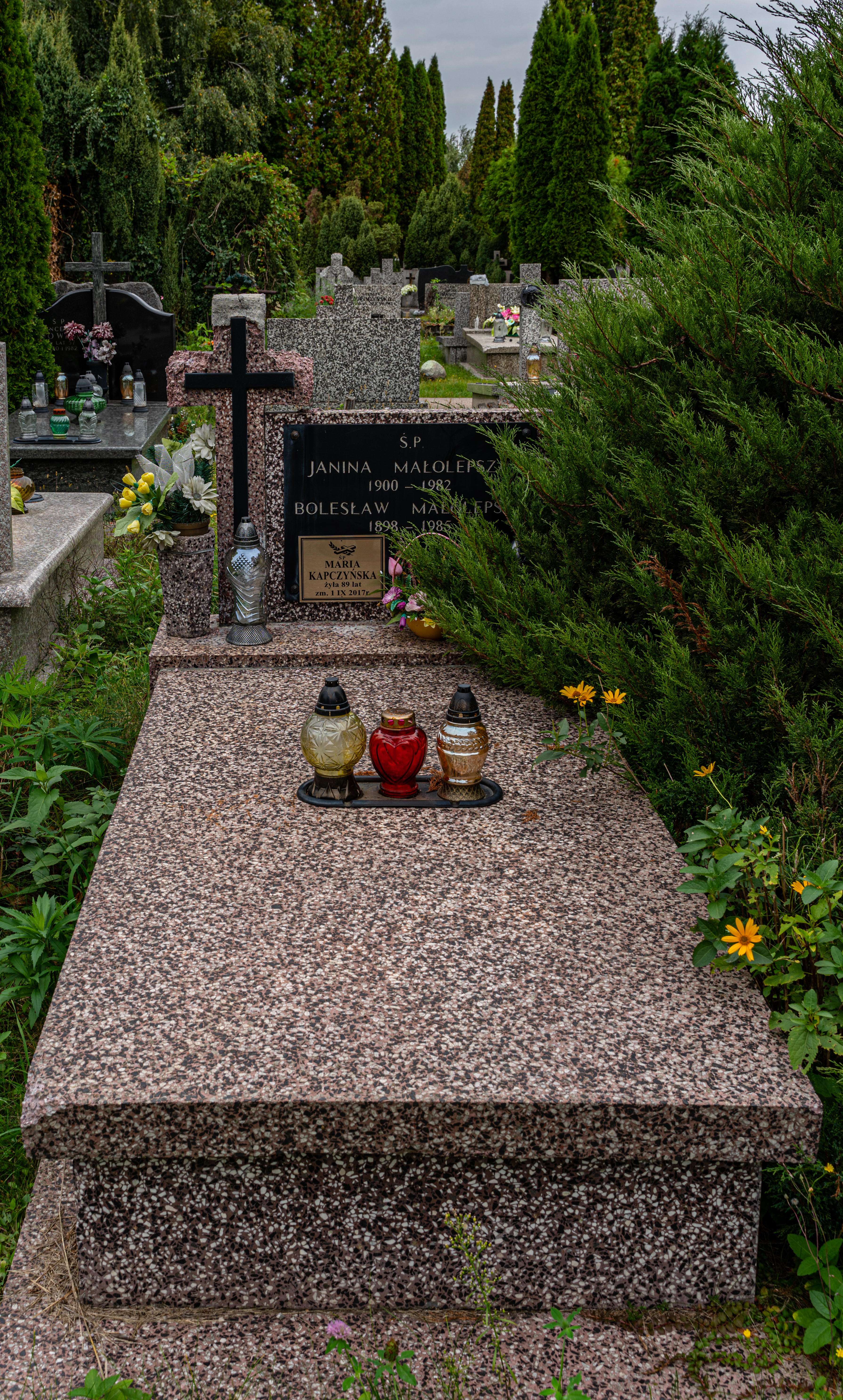
Grób Marii Kapczyńskiej na cmentarzu komunalnym Północnym w Warszawie

Maria Jadwiga Kapczyńska z Małolepszych (ur. 15 marca 1928, zm. 1 września 2017) – polska tancerka i sędzia zawodów tańca towarzyskiego, doktor nauk fizycznych, dama orderów.

## Życiorys
Absolwentka Akademii Wychowania Fizycznego w Warszawie (1952). Ukończyła kurs dla nauczycieli tańca towarzyskiego Mariana Wieczystego. Od 1952 do 1992 pracowała w Zakładzie Tańców i Ćwiczeń Muzyczno-Ruchowych w AWF Warszawa, w 1976 zdobywając tytuł doktora nauk fizycznych. W okresie 1956–1964 prowadziła tam Sekcję Tańca Ludowego Studentów AWF. Od 1958 jako tancerka klasy „S” uczestniczyła w konkursach tanecznych w Polsce i poza nią.
Następnie zajęła się działalnością dydaktyczną. Została współzałożycielką (wraz z partnerem Czesławem Sroką) Studenckiego Klubu Tańca Towarzyskiego w AWF Warszawa, gdzie od 1976 do 1989 prowadziła zajęcia. Wykładała na kursach organizowanych przez Ministerstwo Kultury i Sztuki dla przyszłych instruktorów tańca.
Należała również do organizacji tanecznych; była członkiem Zarządu Głównego Federacji Stowarzyszeń i Klubów Tanecznych w Polsce, a w jej ramach Komisji ds. Nauczycieli Tańca i Komisji ds. Sędziowskich. Była sędzią podczas turniejów krajowych i międzynarodowych.
Dama wielu orderów; otrzymała: Złoty Krzyż Zasługi, Krzyż Kawalerski Orderu Odrodzenia Polski, Złotą Odznakę Zasłużonego Działacza Kultury, Medal Komisji Edukacji Narodowej za zasługi umacniania łączności Polonii z macierzą.
Zmarła 1 września 2017; jej pogrzeb odbył się 11 września na cmentarzu komunalnym Północnym w Warszawie.